# C. J. Wallace
Pour le joueur de basket-ball, voir Charles Judson Wallace.
(en) Statistiques sur pro-football-reference
Cecil James Wallace Jr, plus communément appelé C. J. Wallace (né le 17 avril 1985 à Sacramento), est un joueur américain de football américain.

## Enfance
Wallace étudie à la Grant Union High School où il joue aux postes de running back et de safety. Il parcourt 1600 yards à la course et inscrit vingt-cinq touchdowns. Il effectue aussi soixante-treize tacles.

## Carrière

### Université
Il entre à l'université de Washington où il joue pour l'équipe de football américain des Huskies. Il joue quarante-cinq matchs dont vingt-neuf comme titulaire et fait 258 tacles, cinq provocations de fumble et un récupéré.

### Professionnel
C. J. Wallace n'est sélectionné par aucune équipe lors du draft de la NFL de 2007. Il signe comme agent libre non drafté avec les Seahawks de Seattle et fait figure de safety remplaçant. Il entre au cours de neuf matchs en 2007 et se blesse au genou vers la fin de la saison, déclarant forfait pour le reste de la saison. En 2008, il entre au cours de douze matchs et cinq en 2009 avant d'être libéré après cette saison.
En 2010, Wallace s'engage avec les Locomotives de Las Vegas, évoluant en United Football League. Avec Las Vegas, il remporte son premier titre, à savoir le championnat de la UFL. Après cette saison, il revient en NFL et signe un contrat avec les Chargers de San Diego le 12 janvier 2011. Il est sélectionné dans l'équipe des cinquante-trois hommes pour la saison mais il est libéré le 13 septembre 2011.

## Palmarès
- Championnat de la UFL 2010